# Luca Fusco
Luca Fusco (Salerno, 31 agosto 1977) è un allenatore di calcio ed ex calciatore italiano, di ruolo difensore, tecnico della squadra Primavera della Salernitana.

## Biografia
Ha un fratello Vincenzo Fusco, anch’egli ex calciatore e allenatore di calcio.

## Carriera

### Giocatore

#### Club
Cresciuto nella Salernitana squadra della sua città, viene ceduto successivamente in prestito alla Cavese, dove partecipa alla promozione in Serie C2. Ritornato a Salerno, contribuisce alla vittoria del campionato di Serie B, diventando titolare l'anno successivo in Serie A, che si conclude con la retrocessione della formazione campana.
Diventa poi capitano della squadra granata e rimane fino alla stagione 2002-2003, che si conclude con l'ultimo posto in Serie B e la conseguente retrocessione in Serie C.
Nell'estate del 2003 passa al Messina, riuscendo ad ottenere immediatamente la promozione in Serie A, e l'anno seguente colleziona 5 presenze in massima serie a causa di un infortunio che lo costringe a saltare quasi tutta la stagione.
Nel corso del campionato 2005-2006, non riuscendo a trovare spazio in squadra, si trasferisce in Serie C1 al Genoa, con cui ottiene la quarta promozione in carriera.
Nell'estate 2006 passa in prestito al Crotone.
Nel 2007-2008 ritorna alla Salernitana, dove gli viene nuovamente assegnata la fascia di capitano. La stagione si conclude positivamente, con il ritorno in Serie B dei granata.
Nella 22ª giornata del campionato di Serie B 2008-2009 festeggia la partita numero 200 con la maglia della Salernitana.
Il 2 novembre 2010 viene acquistato dalla Paganese dove ha terminato la sua carriera da calciatore.

### Nazionale
Conta 8 convocazioni nella Under-21, tra il 1998 ed il 2000, agli ordini del c.t. Marco Tardelli.

### Controversie e assoluzione
Nell'ambito dell'inchiesta sul filone Bari-bis relativo al calcioscommesse e ad alcune partite truccate che lo vedono coinvolto (Bari-Treviso 0-1 del 2007-2008 e Salernitana-Bari 3-2 del 2008-2009) è stato deferito dapprima dalla Procura Federale della FIGC per illecito sportivo, e poi, il 16 luglio 2013, viene condannato in primo grado dalla Commissione Disciplinare Nazionale della FIGC a 3 anni e 6 mesi di squalifica, confermati, poi, anche in appello. 
Il 6 giugno 2014, il TNAS gli riduce la squalifica ad un anno e due mesi derubricandogli il reato in "omessa denuncia".
Il 30 maggio 2016 al processo penale di Bari viene assolto «per non aver commesso il fatto».

### Allenatore
Il 29 dicembre 2013 diventa tecnico della Paganese affiancato da Vittorio Belotti.
Il 9 luglio 2014 firma un contratto con la Salernitana come allenatore degli Allievi Nazionali.
Per la stagione 2015-2016 è il vice di Gianluca Grassadonia sulla panchina della Paganese.
Per la stagione 2017-2018 segue Gianluca Grassadonia alla Pro Vercelli in Serie B facendo il suo vice.
Nel 2018-19 torna alla Paganese in Serie C come allenatore in prima. Viene esonerato dopo l'11ª giornata ,dopo aver ottenuto solo due pareggi.
Nella stagione 2019-2020 accetta la proposta della Juve Stabia di allenare la squadra Primavera.
Nel luglio del 2020, accetta l'offerta del Sorrento Calcio e diventa l'allenatore della squadra rossonera per la stagione 2020-2021. Esperienza che si chiude l'8 marzo 2021, quando i costieri comunicano il suo esonero.

## Statistiche

### Presenze e reti nei club
| Stagione           | Squadra            | Campionato         | Campionato | Campionato | Coppe nazionali | Coppe nazionali | Coppe nazionali | Totale | Totale |
| Stagione           | Squadra            | Comp               | Pres       | Reti       | Comp            | Pres            | Reti            | Pres   | Reti   |
| ------------------ | ------------------ | ------------------ | ---------- | ---------- | --------------- | --------------- | --------------- | ------ | ------ |
| 1996-1997          | Cavese             | CND                | 28         | 1          |                 |                 |                 |        |        |
| 1997-1998          | Salernitana        | B                  | 11         | 0          | CI              |                 |                 |        |        |
| 1998-1999          | Salernitana        | A                  | 24         | 0          | CI              |                 |                 |        |        |
| 1999-2000          | Salernitana        | B                  | 31         | 1          | CI              |                 |                 |        |        |
| 2000-2001          | Salernitana        | B                  | 23         | 0          | CI              |                 |                 |        |        |
| 2001-2002          | Salernitana        | B                  | 31         | 0          | CI              |                 |                 |        |        |
| 2002-2003          | Salernitana        | B                  | 30         | 1          | CI              |                 |                 |        |        |
| Totale Salernitana | Totale Salernitana | Totale Salernitana | 150        | 2          |                 |                 |                 |        |        |
| 2003-2004          | Messina            | B                  | 42         | 0          | CI              |                 |                 |        |        |
| 2004-2005          | Messina            | A                  | 5          | 0          | CI              |                 |                 |        |        |
| 2005-gen. 2006     | Messina            | A                  | 2          | 0          | CI              |                 |                 |        |        |
| Totale Messina     | Totale Messina     | Totale Messina     | 49         | 0          |                 |                 |                 |        |        |
| gen.-giu. 2006     | Genoa              | C1                 | 11         | 0          |                 |                 |                 |        |        |
| 2006-2007          | Crotone            | B                  | 32         | 0          | CI              |                 |                 |        |        |
| 2007-2008          | Salernitana        | C1                 | 28         | 0          |                 |                 |                 |        |        |
| 2008-2009          | Salernitana        | B                  | 33         | 0          | CI              |                 |                 |        |        |
| 2009-2010          | Salernitana        | B                  | 21         | 0          | CI              |                 |                 |        |        |
| Totale Salernitana | Totale Salernitana | Totale Salernitana | 82         | 0          |                 |                 |                 |        |        |
| nov. 2010-2011     | Paganese           | PD                 | 15         | 0          |                 |                 |                 |        |        |
| 2011-2012          | Paganese           | SD                 | 31         | 1          |                 |                 |                 |        |        |
| 2012-2013          | Paganese           | PD                 | 12         | 0          |                 |                 |                 |        |        |
| Totale Paganese    | Totale Paganese    | Totale Paganese    | 58         | 1          |                 |                 |                 |        |        |
| Totale carriera    | Totale carriera    | Totale carriera    | 410        | 4          |                 |                 |                 |        |        |

### Statistiche da allenatore
Statistiche aggiornate al 9 marzo 2021.
| Stagione        | Squadra         | Campionato      | Campionato | Campionato | Campionato | Campionato | Coppe nazionali | Coppe nazionali | Coppe nazionali | Coppe nazionali | Coppe nazionali | Coppe continentali | Coppe continentali | Coppe continentali | Coppe continentali | Coppe continentali | Altre coppe | Altre coppe | Altre coppe | Altre coppe | Altre coppe | Totale | Totale | Totale | Totale | % Vittorie | Piazzamento |
| Stagione        | Squadra         | Comp            | G          | V          | N          | P          | Comp            | G               | V               | N               | P               | Comp               | G                  | V                  | N                  | P                  | Comp        | G           | V           | N           | P           | G      | V      | N      | P      | %          | Piazzamento |
| --------------- | --------------- | --------------- | ---------- | ---------- | ---------- | ---------- | --------------- | --------------- | --------------- | --------------- | --------------- | ------------------ | ------------------ | ------------------ | ------------------ | ------------------ | ----------- | ----------- | ----------- | ----------- | ----------- | ------ | ------ | ------ | ------ | ---------- | ----------- |
| gen.-giu. 2014  | Paganese        | 1D              | 16         | 3          | 3          | 10         | CI+CI-LP        | -               | -               | -               | -               | -                  | -                  | -                  | -                  | -                  | -           | -           | -           | -           | -           | 16     | 3      | 3      | 10     | 18,75      | Sub., 16º   |
| lug.-nov. 2018  | Paganese        | C               | 10         | 0          | 2          | 8          | CI-C            | 2               | 0               | 0               | 2               | -                  | -                  | -                  | -                  | -                  | -           | -           | -           | -           | -           | 12     | 0      | 2      | 10     | &0,00      | Eson.       |
| Totale Paganese | Totale Paganese | Totale Paganese | 26         | 3          | 5          | 18         |                 | 2               | 0               | 0               | 2               |                    | -                  | -                  | -                  | -                  |             | -           | -           | -           | -           | 28     | 3      | 5      | 20     | 10,71      |             |
| 2020-mar. 2021  | Sorrento        | D               | 18         | 6          | 6          | 6          | -               | -               | -               | -               | -               | -                  | -                  | -                  | -                  | -                  | -           | -           | -           | -           | -           | 18     | 6      | 6      | 6      | 33,33      | Eson.       |
| Totale carriera | Totale carriera | Totale carriera | 44         | 9          | 11         | 24         |                 | 2               | 0               | 0               | 2               |                    | -                  | -                  | -                  | -                  |             | -           | -           | -           | -           | 46     | 9      | 11     | 26     | 19,57      |             |

## Palmarès

### Giocatore
- Campionato Nazionale Dilettanti: 1

Cavese: 1996-1997
- Campionato italiano di Serie B: 1

Salernitana: 1997-1998
- Campionato italiano Serie C: 1

Salernitana: 2007-2008